# Исследования долгожителей
Долгожитель — человек, достигший возраста 100 и более лет. Количество исследований долгожителей становится все больше. Клинические и общие исследования населения в настоящее время проводятся в основном во Франции, Венгрии, Японии, Италии, Финляндии, Дании, США и Китае. В большинстве развитых стран долгожители — самая быстрорастущая демографическая группа. К 2030 году ожидается, что в мире будет около миллиона долгожителей. В Соединённых Штатах, согласно отчёту Бюро переписи населения 2010 года, более 80 процентов долгожителей — женщины.

## Биохимические факторы
Исследования, проведённые в Италии, показывают, что у долгожителей с хорошим здоровьем высокий уровень витамина А и витамина Е, и это, по-видимому, важно для обеспечения их долголетия. Есть и другое исследование, противоречащее этому и свидетельствующее, что эти результаты неприменимы к долгожителям Сардинии, для которых другие факторы, вероятно, играют более важную роль. Предварительное исследование, проведенное в Польше, показало, что по сравнению с молодыми здоровыми женщинами долгожители, живущие в Верхней Силезии, имели значительно более высокую активность глутатионредуктазы и каталазы красных кровяных телец и более высокие, хотя и незначительные, уровни витамина Е в сыворотке крови. Учёные из Дании также обнаружили, что у долгожителей присутствует высокая активность глутатионредуктазы в красных кровяных тельцах. В этом исследовании долгожители, обладающие лучшими когнитивными и физическими функциональными возможностями, как правило, имели самую высокую активность этого фермента.
Также некоторые исследования показывают, что высокий уровень витамина D влияет на долголетие.
Другое исследование показало, что люди, чьи родители стали долгожителями, имеют повышенное количество наивных B-клеток.
Считается, что долгожители обладают иной изоформной структурой адипонектина и имеют благоприятный метаболический фенотип по сравнению с пожилыми людьми.

## Генетические факторы
Исследования, проведённые в Соединённых Штатах, показали, что люди гораздо чаще отмечают свой 100-летний юбилей, если их брат или сестра достигли этого возраста. Эти результаты, полученные в исследовании столетних жителей Новой Англии в Бостоне, показывают, что брат и сестра долгожителей в четыре раза чаще живёт после 90 лет, чем население в целом. Другое исследование, проведённое New England Centenarian Study, выявило 150 генетических вариаций, которые, по-видимому, связаны с долголетием, которые можно использовать для прогнозирования с 77-процентной точностью, доживёт ли кто-то до ста лет.
Исследования также показывают, что существует чёткая связь между жизнью до 100 и наследством гиперактивной версии теломеразы, фермента, который предотвращает старение клеток. Учёные из Медицинского колледжа Альберта Эйнштейна в США говорят, что у долгожителей из ашкеназских евреев есть этот ген-мутант.
Многим долгожителям удаётся избежать хронических заболеваний даже после того, как они в течение жизни подвергали своё здоровье серьёзному риску. Например, многие люди, участвовавшие в исследовании столетних жителей Новой Англии, пережили столетний рубеж без рака или сердечных заболеваний, несмотря на то, что выкуривали до 60 сигарет в день в течение 50 лет. То же самое относится и к людям с Окинавы в Японии, где около половины долгожителей имели опыт курения, а треть регулярно употребляли алкоголь. Возможно, у этих людей были гены, которые защищали их от опасных канцерогенов или случайных мутаций, которые появляются естественным образом, при делении клетки.
Аналогичным образом, исследования долгожителей, проведённые в Медицинском колледже Альберта Эйнштейна, показали, что у изучаемых людей были менее здоровые привычки. Например, как группа они были более подвержены ожирению, более малоподвижными и меньше тренировались, чем другие, более молодые группы. Исследователи также обнаружили три необычных сходства генотипов у долгожителей: один ген, который вызывает уровень холестерина ЛПВП в два-три раза выше среднего; другой ген, который приводит к умеренно низкой активности щитовидной железы; и функциональная мутация оси гормона роста человека, которая может быть защитой от заболеваний, связанных со старением.
Хорошо известно, что дети долгожителей также могут достичь этого возраста, отчего это происходит — неизвестно, но наследственность генов, вероятно, важна. Известно, что вариация гена FOXO3a положительно влияет на продолжительность жизни людей и гораздо чаще встречается у живущих 100 и более лет, и это утверждение, похоже, верно во всём мире.
Некоторые исследования показывают, что долгожители имеют в течение жизни более здоровую сердечно-сосудистую систему, чем их сверстники.

## Общие наблюдения
Несколько исследований показали, что долгожители имеют лучшие профили сердечно-сосудистого риска по сравнению с более молодыми пожилыми людьми. Роль медикаментозного лечения в обеспечении долголетия не подтверждена, и долгожители в целом нуждались в меньшем количестве лекарств в более молодом возрасте из-за здорового образа жизни. Исследование Международного центра долголетия в Великобритании, опубликованное в 2011 году, показало, что современные долгожители могут быть более здоровыми, чем следующее поколение долгожителей.
У долгожителей значительно позже, чем у обычных людей, появляются признаки старческой немощи. Девяносто процентов долгожителей, участвовавших в исследовании New England Centenarian Study, были функционально самостоятельными большую часть своей жизни вплоть до среднего возраста 92 лет, а семьдесят пять процентов и в 95 лет сами обслуживали себя. Аналогичным образом, исследование среди американцев супердолгожителей (возраст от 110 до 119 лет), показало, что даже в этом преклонном возрасте 40 % нуждались всего в небольшой помощи или были полностью независимыми.
Исследование, проведенное при поддержке Национального института старения США, выявило значимую связь между датой рождения и продолжительностью жизни: так люди, родившиеся в сентябре — ноябре, имеют более высокие шансы стать долгожителями по сравнению с людьми, родившимися в марте.
Согласно отчёту Бюро переписи населения Соединённых Штатов от 2010 года, более 80 процентов долгожителей — женщины.